# Puotila (métro d'Helsinki)
Puotila (en finnois : Puotila et en suédois : Botby gård) est une station de la ligne M1 du métro d'Helsinki. Elle dessert les sections Puotila et Puotinharju du quartier de Vartiokylä, à Helsinki en Finlande.
Mise en service en 1998, elle est desservie par les rames de la ligne M1.

## Situation sur le réseau

Plan du métro.

Établie en souterrain, Puotila est une station de la ligne M1 du métro d'Helsinki. Elle est située entre la station Itäkeskus en direction du  terminus ouest Matinkylä, et la station Rastila, en direction du terminus nord-est Vuosaari.
Elle dispose d'un quai central encadré par les deux voies de la ligne.

## Histoire
La station Puotila est mise en service le 31 août 1998, lors de l'ouverture à l'exploitation du prolongement de Itäkeskus à Vuosaari.

## Services aux voyageurs

### Accès et accueil
Elle dispose d'un accès avec un hall de billetterie et contrôle à chaque extrémité de la station. Les circulations piétonnes entre la surface et les niveaux inférieurs sont équipées d'escaliers mécaniques et des ascenseurs pour l'accessibilité des personnes à la mobilité réduite.

### Desserte
Puotila est desservie par les rames de la ligne M1 du métro d'Helsinki.

Installations et desserte
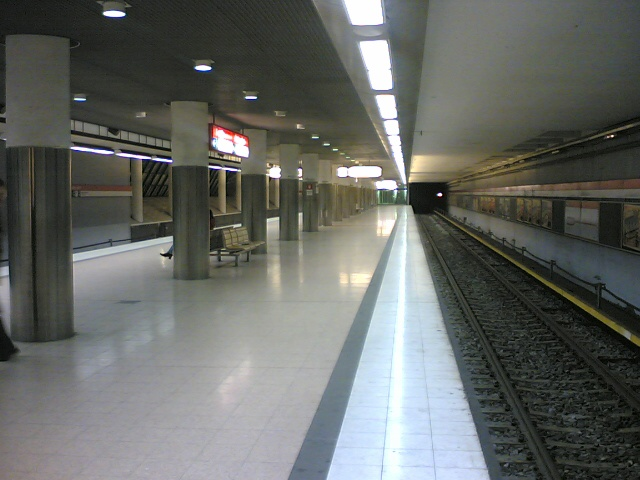
2006.
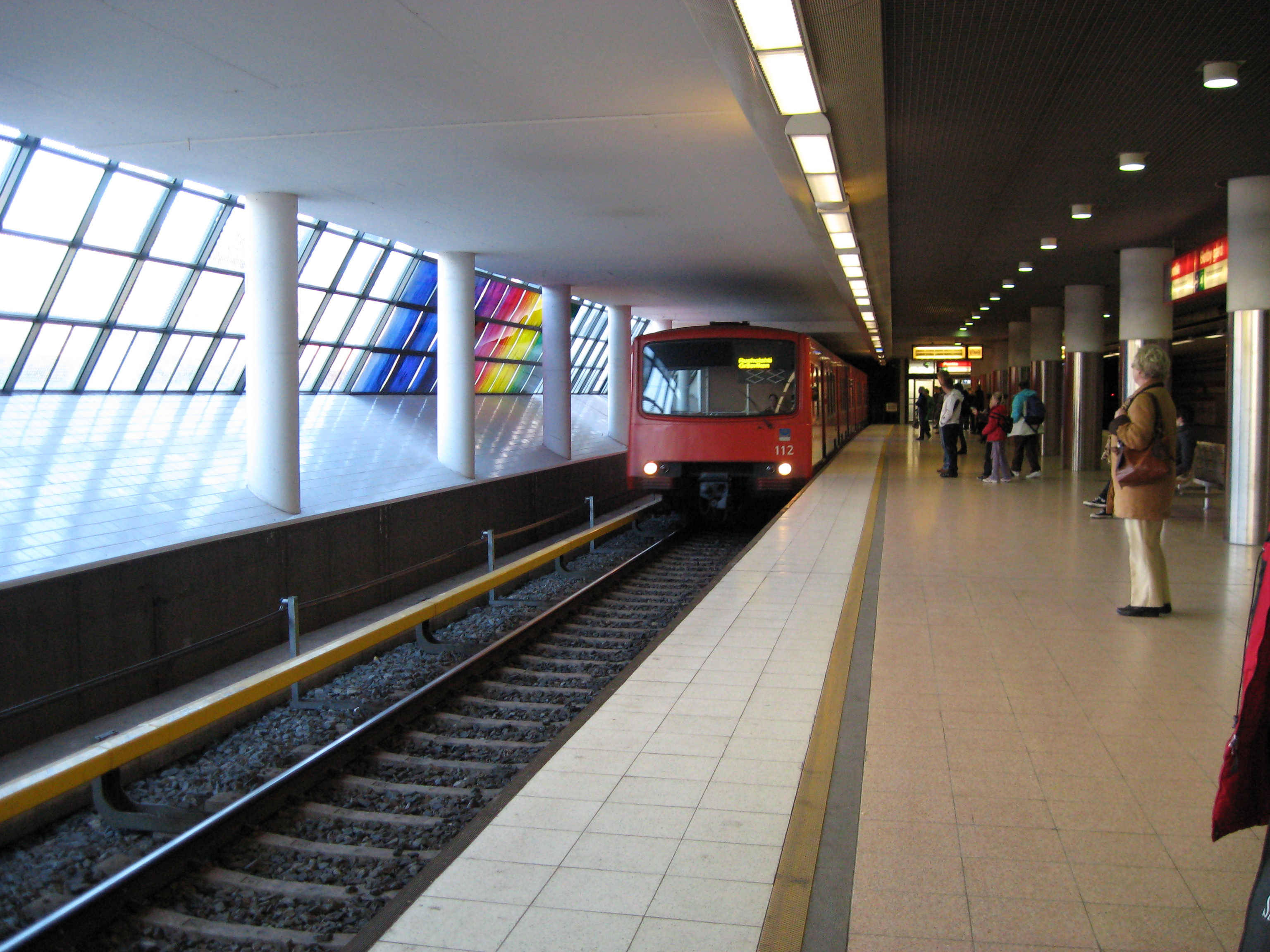
2008.
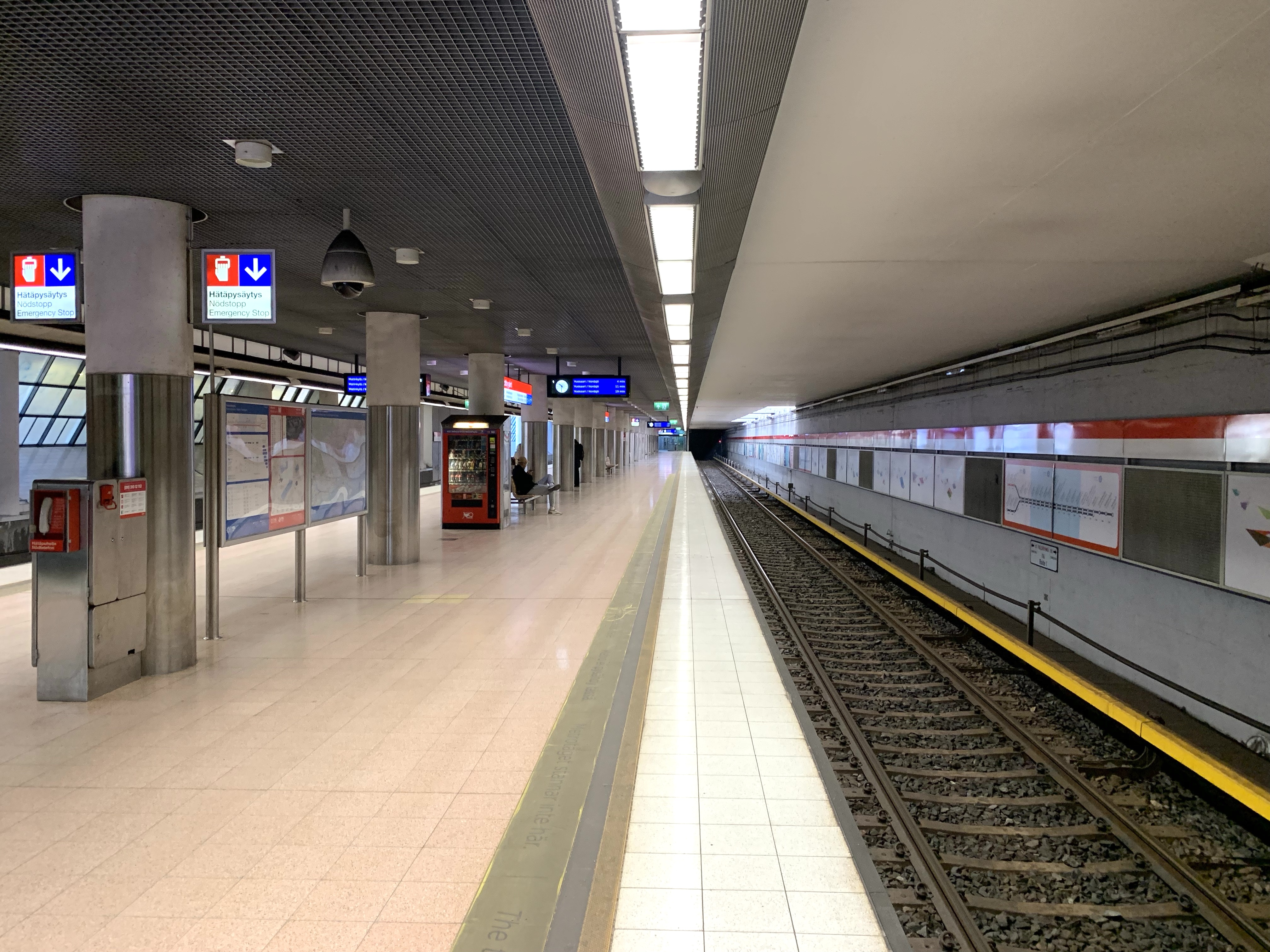
2022.

### Intermodalité
Des parcs pour les vélos et des parkings pour les véhicules sont installés à proximité. Elle est desservie par les bus des lignes : 95, 97, 805, 831, 841, 842, 843 et 844, ainsi que les bus de nuit des lignes 95N et 841N.